# Capilla Real

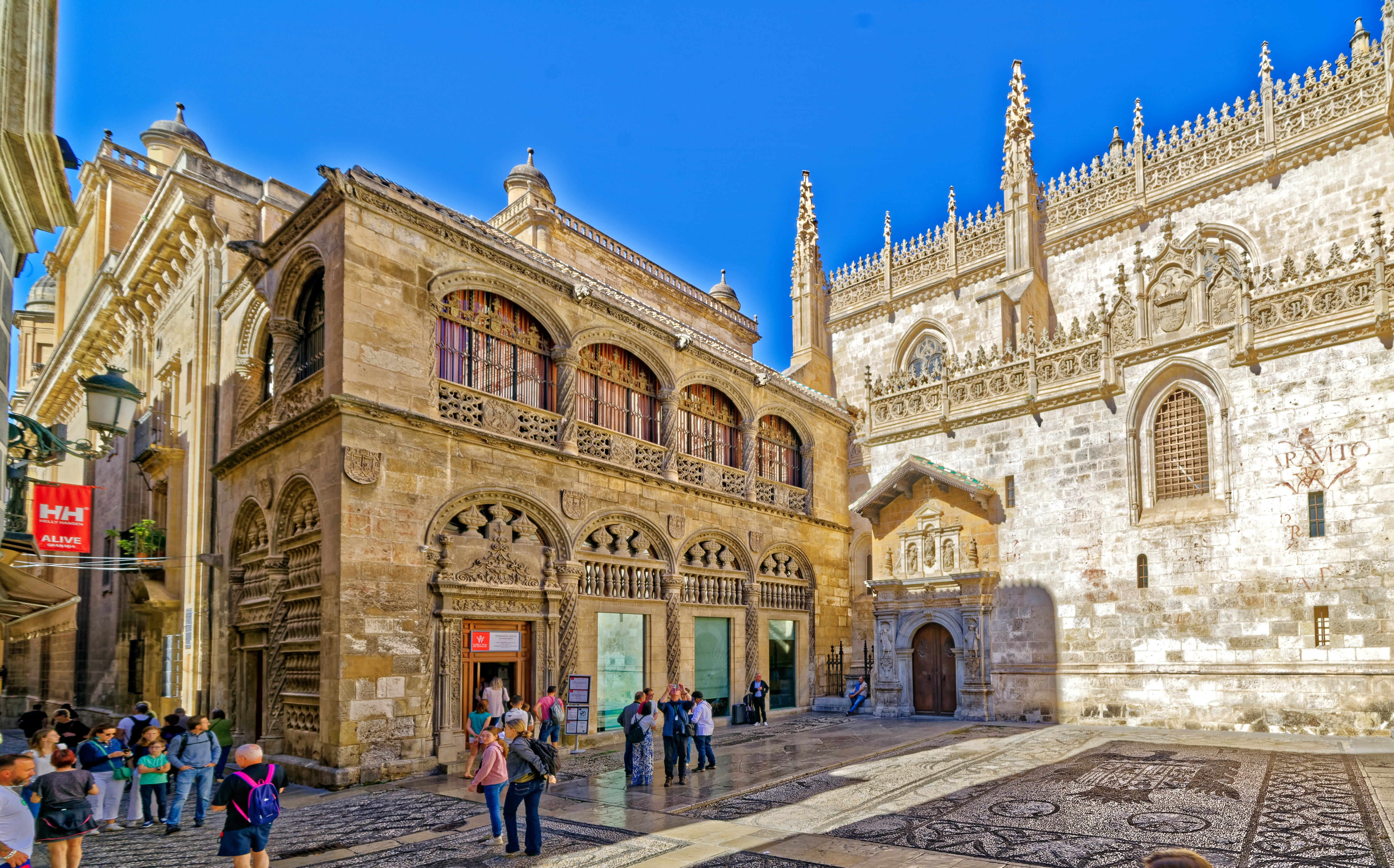
Königskapelle (Capilla Real) an der Südseite der Kathedrale von Granada

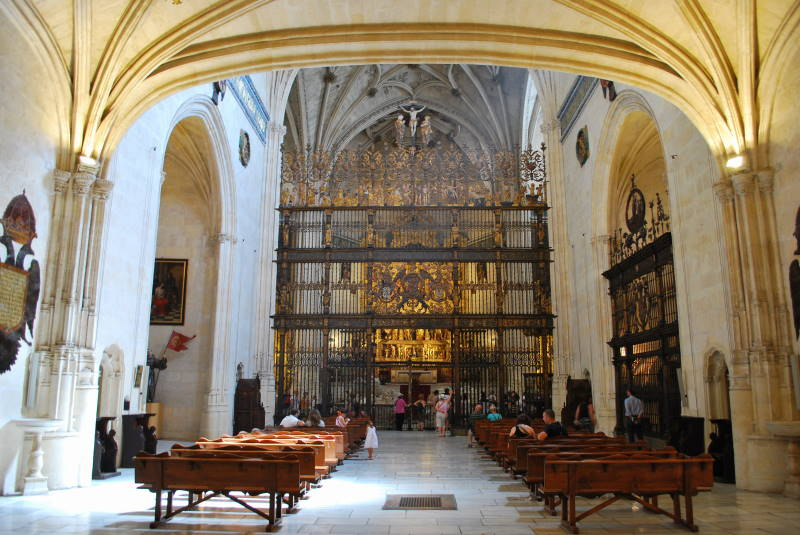
Inneres der Königskapelle

Die Capilla Real („Königskapelle“) ist der südöstliche Anbau der Kathedrale von Granada, in dem die sterblichen Überreste der Katholischen Könige Isabella I. von Kastilien, Ferdinands II. von Aragón und jene ihrer Tochter Johanna von Kastilien und des Schwiegersohnes, des Habsburgers Philipps des Schönen, sowie dem bereits im Alter von zwei Jahren verstorbenen Kronprinzen Miguel da Paz ruhen. Der zwischen 1518 und dem 18. Jahrhundert entstandene Bau vereint Stilelemente der Gotik, der Renaissance und des Barock.

## Geschichte
Am 13. September 1504 bestimmten Königin Isabella von Kastilien und König Ferdinand von Aragon Granada zu ihrer letzten Ruhestätte. Sie unterzeichneten einen königlichen Auftrag für den Bau der Königlichen Kapelle und stellten die Mittel bereit, um Werkstätten für ihren Bau zu errichten.  Die Königliche Kapelle ist Johannes dem Täufer und Johannes dem Evangelisten gewidmet.

## Grabmäler (Sepulcro de los Reyes Católicos)
Die sterblichen Überreste der Katholischen Könige waren bis zur Fertigstellung der Kapelle im Kloster San Francisco in der Alhambra untergebracht.
Die Sarkophage der Katholischen Könige vom florentinischen Bildhauer Domenico Fancelli aus weißem Carrara-Marmor befinden sich in der Mitte der königlichen Kapelle. Der König trägt eine Rüstung und ist halb von seinem Mantel bedeckt. Die Figur der Königin ist schlicht gekleidet und ihre Hände legen sich auf ihren Körper. Beeindruckend sind die fein modellierten Gesichter des Königspaares.
Unter den Gräbern befindet sich eine kleine Krypta, in der ursprünglich die Königssärge untergebracht waren.

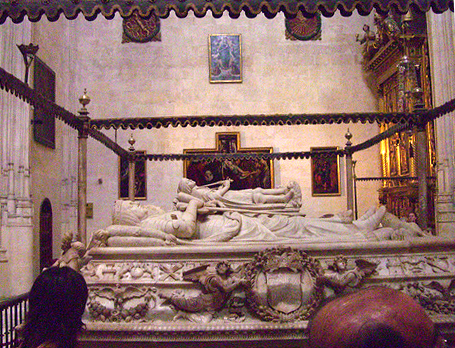
Sarkophag für Ferdinand II. und Isabella
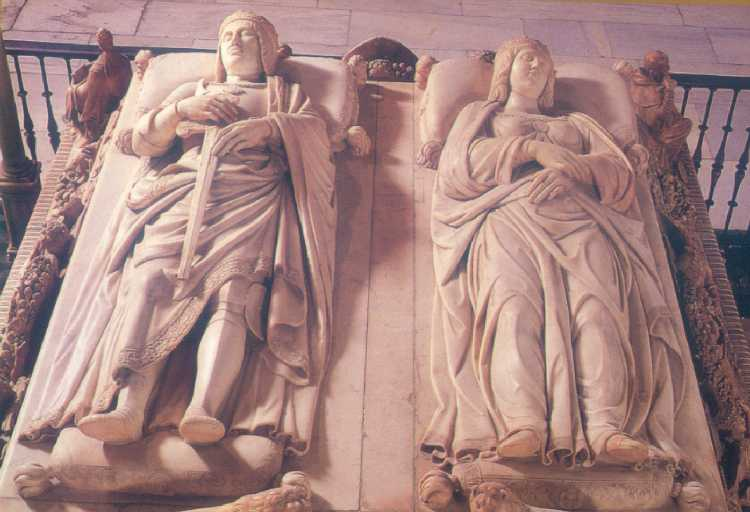
Sarkophag für Ferdinand II. und Isabella

## Sakristei-Museum
Im angeschlossenen Sakristei-Museum werden Tafelbilder aus der Spätgotik bzw. der Renaissance ausgestellt, darunter Arbeiten der Altniederländer Dierick Bouts, Rogier van der Weyden und Hans Memling sowie Italiener Botticelli und Perugino.